# Abdisho II ibn al-ʿArid
Abdisho ibn al-ʿArid (Mosul, ... – Baghdad, 2 gennaio 1090) è stato un vescovo cristiano orientale siro, metropolita di Nisibi, e patriarca della Chiesa d'Oriente tra il 1074 e il 1090.

## Biografia
Originario di Mosul, era stato eletto metropolita di Nisibi, succedendo a Elia bar Sīnāyā nel 1046.
Alla morte del patriarca Sabrisho III Zambur nel mese di aprile 1072, la sede patriarcale restò vacante per diverso tempo. Nel 1074 circa Abdisho ibn al-ʿArid fu eletto nuovo patriarca della Chiesa d'Oriente. La sua consacrazione fu ritardata a causa delle difficoltà per l'eletto di raggiungere Baghdad a causa di un'alluvione che devastò la città; e per il ritardo con cui il califfo approvò l'elezione, cosa che avvenne con il rilascio del decreto il 21 novembre 1074. La sua consacrazione patriarcale fu celebrata, come per tutti patriarchi precedenti, nella chiesa di Kohe a Al-Mada'in nel mese di gennaio 1075.
Il suo patriarcato durò 16 anni, ma ben poco si conosce del suo operato. Secondo lo storico nestoriano Sliwa bar Yuhanna, Abdisho era «anziano, di buon carattere, erudito, e tutti furono soddisfatti del suo governo». Morì il 2 gennaio 1090 e fu sepolto nella chiesa di Nostra Signora (al-Kursi) del quartiere di Dar al-Rum di Baghdad.
La sede patriarcale rimase vacante per 2 anni e mezzo prima dell'elezione del suo successore, Makkikha I.